# Тело (МСС)
Тело (в МСС и ТОС) — некоторая идеализированная модель конкретного материального объекта и (или) его частей со всей совокупностью физических микрочастиц и взаимодействий между ними.